# Tangible
 (décembre 2016).
Tangible provient de tangere qui signifie « palpable » - que l’on peut connaître en touchant. Dans cette acception le tangible rejoint ce qui est inscrit dans la matérialité, ce qui est concret, sensible.
Dans une autre acception, la tangibilité désigne la contrainte à laquelle les acteurs doivent se soumettre pour que soient pris au sérieux leurs actes de dévoilement ou de dénonciation (Boltanski), et plus généralement, les formes de preuve qu'ils utilisent comme dans le cas des lanceurs d'alerte (Chateauraynaud & Torny). Ainsi, l'épreuve de tangibilité repose sur une série d'actes par lesquels la critique remet en question les preuves en présence, à travers des opérations de recoupement qui prennent sens dans un espace de calcul partagé par les acteurs de la dispute ou de la controverse.